# Chinese Democracy (sång)
"Chinese Democracy" är en låt av det amerikanska rockbandet Guns N' Roses. Låten är spår 1 på albumet Chinese Democracy från 2008 och är 4 minuter och 43 sekunder lång. Den utgavs som första singel från Chinese Democracy och är skriven av Axl Rose och Josh Freese. Låten inleds med ett 1 minut långt intro bestående av samplade kinesiska röster, blåsinstrument och trummor.

## Bakgrund
Låten var relativt välkänd redan innan den släpptes som singel, detta dels på grund av att en demoversion av låten läckte ut på internet i juni 2008, och dels på grund av att låten spelades under Chinese Democracy-turnén 2001-2007.
CNN rapporterade 24 november 2008 att hela albumet Chinese Democracy förbjudits i Kina, just på grund av denna låt. Texten innehåller nämligen kritik mot den kinesiska regimen och en referens till Falungong.  

## Listplaceringar
| Lista (2008)                               | Topplacering |
| ------------------------------------------ | ------------ |
| Australiensiska singellistan               | 54           |
| Kanadas Canadian Hot 100                   | 10           |
| Finländska singellistan                    | 3            |
| Norska singellistan                        | 1            |
| Sverigetopplistan                          | 2            |
| Storbritanniens UK Singles Chart           | 27           |
| USA:s Billboard Hot 100                    | 34           |
| USA:s Billboard Hot Mainstream Rock Tracks | 5            |
| USA:s Billboard Hot Modern Rock Tracks     | 24           |
| Italienska singellistan                    | 7            |
| Irländska singellistan                     | 3            |
| Grekiska singellistan                      | 6            |
| Portugisiska singellistan                  | 6            |

## Instrumentation
- Axl Rose - Sång, keyboard, arrangering, mixning
- Robin Finck – Sologitarr
- Bumblefoot – Bandlös kompgitarr
- Buckethead – Sologitarr
- Richard Fortus - Kompgitarr
- Tommy Stinson – Elbas, kör
- Chris Pitman – Keyboard, sub-bas, gitarreffekter
- Dizzy Reed - Keyboard, kör
- Frank Ferrer - Trummor

### Annan personal
- Paul Tobias - Kompgitarr, arrangering
- Caram Costanzo - Intro, mixning
- Sean Beavan - Arrangering, mixning
- Eric Caudieux - Intro, mixning